# تپه کنارجاده سمنگان علیا
تپه کنارجاده سمنگان علیا مربوط به عصر آهن - دوره اشکانیان است و در شهرستان صحنه، روستای سمنگان علیا واقع شده و این اثر در تاریخ ۱۸ خرداد ۱۳۸۴ با شمارهٔ ثبت ۱۱۸۲۷ به‌عنوان یکی از آثار ملی ایران به ثبت رسیده است.